# Hyphessobrycon anisitsi
Hyphessobrycon anisitsi, (Eigenmann, 1907) è un pesce osseo d'acqua dolce appartenente alla famiglia Characidae. È spesso noto con il sinonimi Hemigrammus caudovittatus.

## Distribuzione e habitat
È endemico dei bacini dei fiumi Paraná e Uruguay. Vive in piccoli specchi d'acqua ferma.

## Descrizione
La lunghezza massima raggiunge 6 cm.

## Riproduzione
Le uova vengono deposte tra le piante acquatiche e si schiudono dopo non oltre 24 ore.

## Alimentazione
Si ciba di invertebrati acquatici e di piante.

## Acquariofilia
Si tratta di una specie molto comunemente allevata in acquario, molto resistente. Va tenuto in una vasca di almeno 80 cm, in banchi di minimo 5 esemplari.